# 崔彥穆
崔彦穆（6世紀—581年），一作彦睦，字彦穆，清河郡东武城县（今河北省衡水市故城县）人，出自清河崔氏的定著六房之一的郑州崔氏，北魏、西魏、北周、隋朝官员。

## 生平
崔彦穆是曹魏司空、安阳侯崔林的九世孙，曾祖崔𫖮是北魏平东府咨议参军，祖父崔蔚遭遇堂兄司徒崔浩大案的牵连南逃到江南，在刘宋官至给事黄门侍郎、汝南郡义阳郡二郡太守。延兴初年，崔蔚重新归附北魏，出任颍川郡太守，因此定居于颍川郡，之后在郢州刺史任内去世。崔彦穆的父亲崔稚，专心致力于经史书籍，不关心世事，以秘书郎为起家官，升任永昌郡太守。隋朝开皇初年，崔稚以皇后独孤伽罗外曾祖的身份，被追赠上开府仪同三司、新州刺史。
崔彦穆自幼聪慧，神采卓尔不凡，虚龄十五时和河间邢子才、京兆韦孝宽一起进入中书学，三人之间特别友好。崔彦穆倾心于儒学，为当时人所称赞。北魏吏部尚书陇西李神俊有鉴别人才的能力，见到崔彦穆而赞叹的说：“这是辅佐帝王的人才。”永安末年，崔彦穆出任司徒府参军事，转任司徒府记室，升任大司马从事中郎。
魏孝武帝元修西迁关中时，崔彦穆来不及随从。大统三年（537年），崔彦穆和哥哥崔彦珍在成皋起兵举义，顺势攻占荥阳郡，俘虏东魏荥阳郡太守苏淑，又和乡郡王元洪威攻打颍川郡，斩杀东魏颍州刺史李景遗。魏文帝元宝炬赞赏崔彦穆，任命他出任镇东将军、金紫光禄大夫、荥阳郡太守。大统四年（538年），崔彦穆兼代理右民郎中、颍川邑中正，获赐爵千乘县侯。大统十四年（548年），崔彦穆加使持节、车骑大将军、仪同三司、散骑常侍、司农卿。当时军国初创，各种事务繁多复杂，宇文泰于是征召崔彦穆进入幕府，兼管文件信札。等到于谨讨伐江陵，崔彦穆以原本的官职跟随于谨平定了江陵。
周明帝宇文毓初年，崔彦穆进号骠骑大将军、开府仪同三司，很快出任安州总管、十一州诸军事、安州刺史，又回朝担任御正中大夫。南陈请求结为友好邻邦，周明帝诏令崔彦穆担任使者前往。崔彦穆风韵悠闲放达，气度文雅方正，善于玄言，能谈笑戏谑，很得江南人士称赞。崔彦穆返回后转任民部中大夫，爵位升为公爵。天和三年十一月壬子（568年12月25日），崔彦穆再度担任使者，与宾部下大夫元晖一起出使北齐。出使返回后，崔彦穆出任金州总管、七州诸军事、金州刺史，进位大将军，很快被征召担任小司徒。
大象二年（580年），周宣帝宇文贇去世，杨坚辅佐朝政，三方起兵反叛。杨坚任命崔彦穆担任行军总管，率领士兵和襄州总管王谊讨伐司马消难。中央军抵达荆州，崔彦穆怀疑荆州总管独孤永业有反叛之心，于是将他收捕后诛杀。司马消难被平定后，杨坚征召王谊回朝，随即任命崔彦穆担任襄州总管、六州诸军事、襄州刺史，加授上大将军，进爵东郡公，食邑二千户。不久独孤永业的家人申诉获得平反，崔彦穆被定罪免官，很快又恢复官职和爵位。隋朝开皇元年（581年），崔彦穆去世，儿子崔君绰继承了爵位。

## 家庭

### 兄弟姐妹
- 崔彦珍
- 崔景茂
- 崔彦璋
- 崔彦昇，北周太子洗马、上开府仪同三司、荆州大总管府长史、恒州刺史、光城县公

### 子女
- 崔君绰，隋朝东郡公
- 崔君肃，唐朝黄门侍郎、鸿胪卿
- 崔君宙，唐朝中书舍人
- 崔君瞻，隋朝秋官侍郎
- 崔氏，嫁北周大将军、开封县公郑诚[18][19]

## 延伸阅读
[在维基数据编辑]
 《周書·卷36》，出自令狐德棻《周書》
 《北史/卷067》，出自李延壽《北史》